# El jardinero
Pour les articles homonymes, voir Le Jardinier.
El jardinero est une mini-série télévisée espagnole de thriller romantique créée par Miguel Sáez Carral (es). Elle met en vedette Álvaro Rico, Catalina Sopelana et Cecilia Suárez.

## Synopsis
En Espagne, à la frontière du Portugal, une Mexicaine, China Jurado, dirige une entreprise de fleuriste avec son fils Elmer. Après un accident dans son enfance qui a touché son cerveau, ce dernier a perdu la capacité de ressentir des émotions. Sa mère met à profit son handicap pour le faire travailler comme tueur à gages, afin d'amasser l'argent suffisant pour racheter leur maison au Mexique. Mais un jour, Elmer commence à éprouver des sentiments pour la personne qu'il doit assassiner, une jeune enseignante, Violeta.

## Distribution

### Acteurs principaux
- Álvaro Rico (VF : Aurélien Raynal) : Elmer Jurado
- Cecilia Suárez (VF : Stéphanie Lafforgue) : China Jurado
- Catalina Sopelana (VF : Lutèce Ragueneau) : Violeta Álvarez
- Francis Lorenzo (VF : Stefan Godin) : Torres
- María Vázquez (es) (VF : Céline Ronté) : Carrera
- Emma Suárez (VF : Catherine Davenier) : Sabela Costeira
- Iván Massagué (VF : Ludovic Baugin) : Tony

### Invités
- Isabel Garrido (es) (VF : Léana Montana) : Catuxa
- Candela Solé (VF : Joy Feldman) : Lúa
- Javier Morgade (VF : Alexis Gilot) : Xoan Costeira
- Víctor Castilla (VF : Jim Redler) : Mon Santís
- Esteban Roel (VF : Xavier Fagnon) : Orson

 Source et légende : version française (VF) sur RS Doublage et les crédits issus du générique de fin.

## Production
Le Jardinier est une production de DLO Producciones pour Netflix. Elle a été créée par Miguel Sáez Carral, écrite par Sáez Carral et Isa Sánchez, et réalisée par Mikel Rueda et Rafa Montesinos. Les lieux de tournage sont les villes espagnoles de Pontevedra,,,,, Madrid et Tolède.

## Lancement et marketing
Le 13 mars 2025, Netflix a publié la première bande-annonce de la série et a programmé sa première sur la plateforme pour le 11 avril 2025.